# Oligosoma notosaurus
Oligosoma notosaurus — вид сцинкоподібних ящірок родини сцинкових (Scincidae). Ендемік Нової Зеландії.

## Поширення і екологія
Ophiomorus notosaurus мешкають на островах Стюарт і Кодфіш на півдні Нової Зеландії. Вони живуть на піщаних дюнах, луках, водно-болотних угіддях, в чагарниках та на лісових галявинах. Зустрічаються на висоті до 700 м над рівнем моря.